# Consejo de Ministros de Bosnia y Herzegovina
El Consejo de Ministros de Bosnia y Herzegovina ( bosnio / croata: Vijeće ministara Bosne i Hercegovina, serbio: Савјет министара Босне и Херцеговине) es el órgano ejecutivo del gobierno de Bosnia y Herzegovina. También se conoce como el Gabinete de Ministros.
De acuerdo con el Artículo V, Sección 4 de la Constitución, el Presidente del Consejo de Ministros es nombrado por la Presidencia de Bosnia y Herzegovina y confirmado por el Nacional de la Cámara de Representantes. El Presidente del Consejo de Ministros nombra a los otros ministros.
Desde el 25 de enero de 2023, el presidente del Consejo de Ministros es Borjana Krišto.